# Башкирия (спортивно-технический клуб)
Спортивно-технический клуб «Башкирия» (СТК «Башкирия») — спидвейный клуб г. Октябрьский. Трёхкратный чемпион России.

## История клуба

### «Нефтяник»
25 августа 1962 года в Октябрьском был открыт мототрек «Нефтяник», на котором состоялись первые спидвейные соревнования, а уже в следующем 1963 году была создана объединенная команда уфимских и октябрьских (Р.Юлбарисов, М.Ворсин и У. Гилязетдинов) гонщиков — «Девон», принявшая участие в КЧ СССР 1963 года и занявшая 16 место. С 1964 по 1969 годы спортсмены Октябрьского принимали участие в различных соревнованиях, однако отдельной команды в городе не было.
Ситуация изменилась в 1970 году, когда при тресте «Туймазабурнефть» был создан мотоклуб «Буровик», заявившийся в чемпионат СССР. Начальником команды стал Ю. Г. Харламов, первыми тренерами — М. И. Ворсин и Р. Б. Юлбарисов. С 1972 года команда стала называться «Нефтяник», вскоре над клубом взяло шефство ОУТТ объединения «Башнефть».
Успехи к команде стали приходить с 1977 года, когда клуб остановился в шаге от повышения в статусе, а уже в 1978 году добился выхода в Высшую лигу. В том же году юниоры клуба А. Файзуллин и Ф. Калимуллин стали призерами ЛЧ страны среди юниоров.
Медалей КЧ СССР клуб добивался в 1982 и 1983 годах — бронза и серебро соответственно. К медалям команду привели гонщики З. Гафуров, Фл. и Фар. Калимулины, А. Файзулин, И. Зверев, Ю. Ушанов, В. Гавриков, Р. Марданшин, С. Царев и другие. В 1984 и 1985 годах А.Файзулин и Р.Марданшин стали призерами чемпионата РСФСР.
Однако в 1987 году «Нефтяник» занял 6 место в Высшей лиге СССР и был вынужден опуститься в Первую лигу. Впрочем, одержав победу в Первой лиге уже в 1988 году, клуб вернулся в элитный дивизион. Клуб на долгие годы возглавил Равиль Гатиятов, бывший сначала тренером, а затем директором клуба.

### «Строитель», «Лукойл», «Октябрьский»
После того как с 1991 года АО «Стронег» стало спонсором команды, клуб изменил название на СК «Строитель». Под этим названием клуб три раза подряд становился серебряным призером чемпионата страны (1992—1994).
В 1995 году АО «Стронег» не смогло финансировать команду, и октябрьские гонщики (Р. Марданшин, Ф. Калимуллин, Э. Шайхуллин) были вынуждены перейти в уфимскую «Лукойл-Башкирию», которая, впрочем, проводила домашние встречи на треке в Октябрьском. Аналогичная ситуация сохранилась и в 1996 году, когда октябрьцы выступали в составе «Башкирии» и «Мега-Лады-2», а в самом Октябрьском состоялась только гонка «Лукойл-Башкирия»-«Мега-Лада».
Ситуация резко изменилась в 1997 году, когда по инициативе Вагита Алекперова, Ралифа Сафина и Анатолия Баркова нефтяная компания «Лукойл» перенаправила спонсорство с Уфы на Октябрьский, где была возрождена спидвейная команда — на этот раз с названием «Лукойл». Как результат, уже в 1997 году гонщики Октябрьского добыли чемпионство клуба в КЧР.
Золота «Лукойл» добивался также в 1999 и 2000 годах, но в 1998 году и 2001—2006 годах уступал принципиальному сопернику — «Мега-Ладе».
Несмотря на то, что перед сезоном—2006 команду по финансовым причинам покинули её лидеры — Р. Гафуров, С. Власов, Э. Шайхуллин — «Лукойл» еще смог навязать борьбу за чемпионство и получил серебро лишь по разнице очков в личных встречах. Однако уже в сезоне—2007 обескровленная (теперь еще и без А. Карпова и М.Калимуллина) команда заняла лишь 4 место.
Наконец, перед сезоном—2008 «Лукойл» прекратил финансовые отношения с командой. Клуб был вынужден сняться с чемпионата. Вернуться в КЧР команда (теперь под названием СК «Октябрьский») смогла только в 2010 году силами Э. Шайхуллина. Однако клуб регулярно испытывал трудности финансового характера, к примеру, в 2013 г. команда была вынуждена отказаться от 3 из 8 гонок чемпионата.
В 2013 году клуб СК «Октябрьский» был расформирован. На его базе был создан Спортивно-технический клуб «Октябрьский». Директор клуба — Альберт Латыпов, главный тренер — Рузиль Валиев, тренер — Флюр Калимуллин, механик — Марат Куюков.
17 июня 2014 года СТК «Октябрьский» попросил МФР о снятии клуба с чемпионата России-2014 из-за отсутствия финансирования.
В 2017 году вновь клуб вернулся в командный чемпионат России по мотогонкам на гаревой дорожке.

### СТК «Башкирия»
В 2019 году было принято решение переименовать клуб СТК «Октябрьский» в СТК «Башкирия».

## Статистика выступлений
| Буровик           |                  |                                              |    |
| 1970              | Михаил Ворсин    | Чемпионат СССР, класс Б, 2 зона              | 7* |
| 1971              | Михаил Ворсин    | Чемпионат СССР, класс Б, 1 зона              | 6  |
| Нефтяник          |                  |                                              |    |
| 1972              | Михаил Ворсин    | Чемпионат СССР, класс Б, 2 зона              | 6  |
| 1973              | Михаил Ворсин    | Чемпионат СССР, класс Б, 2 зона              | 6  |
| 1974              | Михаил Ворсин    | Чемпионат СССР, класс Б, 2 зона              | 4  |
| 1975              | Михаил Ворсин    | Чемпионат СССР, Первая Лига, класс Б, 2 зона | 5  |
| 1976              | Николай Кизимов  | Чемпионат СССР, Первая Лига, 3 зона          | 3  |
| 1977              | Николай Кизимов  | Чемпионат СССР, Первая Лига, 2 зона          | 1  |
| 1977              | Николай Кизимов  | Чемпионат СССР, финал Первой лиги            | 2  |
| 1978              | Николай Кизимов  | Чемпионат СССР, Первая Лига, 2 зона          | 1  |
| 1978              | Николай Кизимов  | Чемпионат СССР, финал Первой лиги            | 1  |
| 1979              | Николай Кизимов  | Чемпионат СССР, Высшая Лига                  | 4  |
| 1980              | Николай Кизимов  | Чемпионат СССР, Высшая Лига                  | 4  |
| 1981              | Николай Кизимов  | Чемпионат СССР, Высшая Лига                  | 5  |
| 1982              | Николай Платонов | Чемпионат СССР, Высшая Лига                  | 3  |
| 1983              | Зайтун Гафуров   | Чемпионат СССР, Высшая Лига, Восточная зона  | 2  |
| 1983              | Зайтун Гафуров   | Чемпионат СССР, Высшая Лига, финал           | 2  |
| 1984              | Зайтун Гафуров   | Чемпионат СССР, Высшая Лига, Восточная зона  | 3  |
| 1985              | Зайтун Гафуров   | Чемпионат СССР, Высшая Лига, Восточная зона  | 1  |
| 1985              | Зайтун Гафуров   | Чемпионат СССР, Высшая Лига, финал           | 4  |
| 1986              | Айрат Файзуллин  | Чемпионат СССР, Высшая Лига, Восточная зона  | 4  |
| 1987              | Михаил Ворсин    | Чемпионат СССР, Высшая Лига                  | 6  |
| 1988              | Равиль Гатиятов  | Чемпионат СССР, Первая Лига, Класс А         | 1  |
| 1989              | Равиль Гатиятов  | Чемпионат СССР, Высшая Лига                  | 5  |
| 1990              | Равиль Гатиятов  | Чемпионат СССР, Высшая Лига                  | 4  |
| Строитель         |                  |                                              |    |
| 1991              | Равиль Гатиятов  | Чемпионат СССР, Высшая Лига                  | 4  |
| 1992              | Равиль Гатиятов  | Чемпионат СНГ, 4 группа                      | 2  |
| 1992              | Равиль Гатиятов  | Чемпионат СССР, 2 полуфинал                  | 2  |
| 1992              | Равиль Гатиятов  | Чемпионат СНГ, финал                         | 2  |
| 1993              | Равиль Гатиятов  | Чемпионат России, 2 группа                   | 1  |
| 1993              | Равиль Гатиятов  | Чемпионат России, 1 полуфинал                | 1  |
| 1993              | Равиль Гатиятов  | Чемпионат России, финал                      | 2  |
| 1994              | Равиль Гатиятов  | Чемпионат России                             | 2  |
| Лукойл            |                  |                                              |    |
| 1997              | Равиль Гатиятов  | Чемпионат России                             | 1  |
| 1998              | Равиль Гатиятов  | Чемпионат России                             | 2  |
| 1999              | Равиль Гатиятов  | Чемпионат России                             | 1  |
| 2000              | Равиль Гатиятов  | Чемпионат России                             | 1  |
| 2001              | Равиль Гатиятов  | Чемпионат России                             | 2  |
| 2002              | Равиль Гатиятов  | Чемпионат России                             | 2  |
| 2003              | Михаил Старостин | Чемпионат России, основной этап              | 2  |
| 2003              | Михаил Старостин | Чемпионат России, финал                      | 2  |
| 2004              | Михаил Старостин | Чемпионат России                             | 2  |
| 2005              | Михаил Старостин | Чемпионат России                             | 2  |
| 2006              | Михаил Старостин | Чемпионат России                             | 2  |
| 2007              | Михаил Старостин | Чемпионат России                             | 4  |
| СК «Октябрьский»  |                  |                                              |    |
| 2010              | Эдуард Шайхуллин | Чемпионат России                             | 4  |
| 2011              | Эдуард Шайхуллин | Чемпионат России                             | 5  |
| 2012              | Эдуард Шайхуллин | Чемпионат России                             | 5  |
| 2013              | Флюр Калимуллин  | Чемпионат России                             | 5  |
| СТК «Октябрьский» |                  |                                              |    |
| 2014              | Флюр Калимуллин  | Чемпионат России                             | -  |
| 2015              | Флюр Калимуллин  | Чемпионат России                             | -  |
| 2016              | Флюр Калимуллин  | Чемпионат России                             | -  |
| 2017              | Флюр Калимуллин  | Чемпионат России                             | 4  |
| 2018              | Флюр Калимуллин  | Чемпионат России                             | 4  |
| СТК «Башкирия»    |                  |                                              |    |
| 2019              | Рузиль Валиев    | Чемпионат России                             | 4  |
| 2020              | Рузиль Валиев    | Чемпионат России                             | 4  |
| 2021              | Рузиль Валиев    | Чемпионат России                             | 4  |
| 2022              | Рузиль Валиев    | Чемпионат России                             | 4  |
| 2023              | Рузиль Валиев    | Чемпионат России                             | 4  |
| 2024              | Рузиль Валиев    | Чемпионат России                             | 4  |

## Достижения клуба в чемпионатах страны
| Соревнование                                           | Золотые медали | Золотые медали                           | Серебряные медали | Серебряные медали                                                      | Бронзовые медали | Бронзовые медали                               |
| Соревнование                                           | Сумма          | Годы                                     | Сумма             | Годы                                                                   | Сумма            | Годы                                           |
| Командный чемпионат СССР                               |                |                                          | 2                 | 1983, 1992                                                             | 1                | 1982                                           |
| Личный чемпионат СССР                                  |                |                                          |                   |                                                                        |                  |                                                |
| Личный чемпионат СССР среди юниоров                    | 3              | 1978, 1979, 1983                         | 1                 | 1980                                                                   | 1                | 1978                                           |
| Личный чемпионат РСФСР/России                          | 5              | 1989, 1996, 1997, 1998, 2007             | 12                | 1984, 1985, 1992, 1995, 1997, 1998, 2000, 2001, 2003, 2004, 2005, 2006 | 5                | 1990, 1998, 2000, 2005, 2015                   |
| Личный чемпионат РСФСР/России среди юниоров до 21 года | 7              | 1995, 1998, 1999, 2001, 2002, 2003, 2004 | 9                 | 1988, 1993, 1995, 1999, 2000, 2001, 2002, 2003, 2004                   | 6                | 1998, 2000, 2001, 2005, 2006, 2017             |
| Личный чемпионат России среди юниоров до 19 лет        |                |                                          |                   |                                                                        | 1                | 2016                                           |
| Командный чемпионат России                             | 3              | 1997, 1999, 2000                         | 9                 | 1993, 1994, 1998 , 2001 , 2002 , 2003 , 2004 , 2005 , 2006             |                  |                                                |
| Командный чемпионат России среди юниоров               | 3              | 2003, 2004, 2006                         |                   |                                                                        |                  |                                                |
| Парный чемпионат России                                | 2              | 2003, 2006                               | 4                 | 2000, 2004, 2005, 2007                                                 | 8                | 1998, 2000, 2001, 2002, 2003, 2004, 2011, 2017 |
| Парный чемпионат России среди юниоров                  | 1              | 2006                                     | 2                 | 2007                                                                   |                  |                                                |
| всего медалей: 85                                      | золотых: 24    | золотых: 24                              | серебряных: 39    | серебряных: 39                                                         | бронзовых: 22    | бронзовых: 22                                  |

## Достижения на международных соревнованиях

### КЧМ и ККМ
Гонщики из Октябрьского неоднократно привлекались к выступлениям за сборную на КЧМ, однако только Ринату Марданшину удалось стать серебряным призером чемпионата мира — в 1996.

### КЕЧ
Клуб «Лукойл» являлся дважды серебряным (2000, 2001) и бронзовым (1998) призером Кубка европейских чемпионов. Призерами кубка в составе клуба становились:
- 1998: С.Уламек, Р.Марданшин, Т.Галеев, М.Старостин, Ф.Калимуллин
2000: П.Свист, Р.Марданшин, М.Старостин, Т.Галеев, Э.Шайхуллин
2001: М.Старостин, С.Власов, Т.Галеев, Р.Гафуров, С.Уламек